# The Dick & Paula Celebrity Special
The Dick & Paula Celebrity Special è una serie televisiva animata statunitense del 1999, creata da Tom Snyder e prodotta da Carl W. Adams.
La serie si concentra sui coniugi Dick e Paula che ospitano un talk show in cui personaggi famosi, solitamente deceduti, parlano del loro lavoro o di ciò che li ha resi ampiamente noti. In modo similmente al The Larry Sanders Show, la serie si volge sia dentro che fuori dalle telecamere, mstrando spesso il dietro le quinte.
Nata come parodia della fase di produzione di un talk show, la serie, come Dr. Katz, Professional Therapist, Home Movies (solo la prima stagione) e Science Court, è stata animata in Squigglevision. Analogamente a queste serie, The Dick & Paula Celebrity Special utilizza il retroscripting per gran parte del dialogo, in quanto viene fornito uno schema di base nel quale gli attori possono improvvisare i loro discorsi. La serie non ha mai goduto di particolare successo ed è stata cancellata dopo sei episodi.
La serie è stata trasmessa per la prima volta negli Stati Uniti su FX dal 20 luglio al 24 agosto 1999, per un totale di 6 episodi ripartiti in una stagione.

## Trama
La serie si svolge durante le dietro le quinte dell'omonimo programma talk show ospitato dai coniugi Dick e Paula nel soggiorno del loro appartamento a Worcester, in Massachusetts. I due si impegnano quindi a intervistare star contemporanee, personaggi di fantasia e personaggi storici.

## Episodi
| Stagione       | Episodi | Prima TV USA | Prima TV Italia |
| -------------- | ------- | ------------ | --------------- |
| Prima stagione | 6       | 1999         | inedita         |

## Personaggi e doppiatori

### Personaggi principali
- Dick, doppiato da Richard Snee. Il marito di Paula e primo conduttore del loro talk show, che porta le basette e vorrebbe sottoporsi continuamente ad una rinoplastica.
- Paula, doppiata da Paula Plum. La moglie di Dick e seconda conduttrice del loro talk show, che porta la crocchia.

### Personaggi secondari
- Jack, doppiato da H. Jon Benjamin. Un triste regista che lavora per il talk show.
- Paul Revere, doppiato da Bill Braudis. Un personaggio del 1700, noto soprattutto per aver inciso gli avvenimenti della guerra di indipendenza. Compare spesso durante il dietro le quinte del programma.
- Vicki, doppiata da Jennifer Harrison. Una bella ragazza talentuosa, responsabile del programma.
- Johnny Storm, doppiato da Jonathan Katz. Il leader della band del talk show che utilizza, per la maggior parte del tempo, un dialogo composto da giochi di parole.
- Andy Kindler, doppiato da se stesso. Il nipote nerd di Paula che solitamente da consigli sull'abbigliamento e la moda.
- Milt, doppiato da Tom Leopold. Il produttore triste e irascibile del talk show.
- Nigel, doppiato da Will Le Bow.
- William Clark, doppiato da Sam Seder.
- Martin. Un uomo effeminato e truccatore dei due conduttori.

## Produzione
Nel febbraio 1999, FX ha ordinato 13 episodi di The Dick & Paula Celebrity Special, fissando la data di trasmissione per l'estate di quell'anno. Prodotta da Soup2Nuts (precedentemente nota come Tom Snyder Productions), la serie è stata animata in Squigglevision come fatto precedentemente con Dr. Katz, Professional Therapist e Science Court. Il 27 gennaio 2000, il sito web Animation World Network ha annunciato l'intenzione da parte della rete di trasmettere sette episodi inediti dal marzo dello stesso anno, rivelando le trame di alcuni episodi. Tuttavia, la serie è stata cancellata lasciando inediti i sette episodi precedentemente programmati.